# Штебах
Штебах (њем. Stebach) општина је у њемачкој савезној држави Рајна-Палатинат. Једно је од 62 општинска средишта округа Нојвид. Према процјени из 2010. у општини је живјело 325 становника. Посједује регионалну шифру (AGS) 7138069.

## Географски и демографски подаци
Штебах се налази у савезној држави Рајна-Палатинат у округу Нојвид. Општина се налази на надморској висини од 240 метара. Површина општине износи 2,4 km². У самом мјесту је, према процјени из 2010. године, живјело 325 становника. Просјечна густина становништва износи 137 становника/km².